# Silla de hierro romana
La silla de hierro romana era uno de los métodos de tortura y ejecución de los cristianos en los circos romanos que ocasionaba una muerte lenta y dolorosa.
En una hoguera se calentaba una silla fabricada en hierro hasta que estaba al rojo vivo. En ese momento se sentaba al condenado en ella.
- Datos: Q11703851